# Pierre François Lacenaire
Pierre François Lacenaire (Lione, 20 dicembre 1803 – Parigi, 9 gennaio 1836) è stato un poeta e criminale francese.

## Biografia

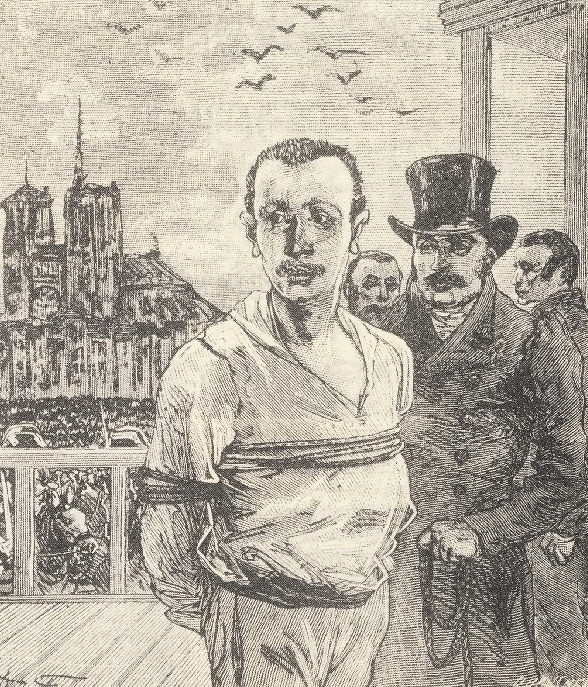
Esecuzione di Lacenaire

Dopo la pubblicazione delle sue memorie e delle sue canzoni viene conosciuto come poeta-assassino, ispiratore di autori come Stendhal, Balzac, Gautier, Baudelaire, Dostoïevski, Lautremont, Foucault.
Fu condannato alla ghigliottina nel 1836.